# José Luis de Frutos
José Luis de Frutos Molinero (ur. 18 września 1949 w Madrycie, zm. 26 czerwca 2006 w Alcalá de Henares) – hiszpański judoka. Olimpijczyk z Montrealu 1976, gdzie zajął piąte miejsce w wadze średniej.
Siódmy na mistrzostwach świata w 1973. Uczestnik tych zawodów w 1971 i 1975, a także mistrzostw Europy w 1973. Srebrny medalista igrzysk śródziemnomorskich w 1975. Mistrz Hiszpanii w latach 1969 i 1972-1975.   

## Letnie Igrzyska Olimpijskie 1976
| Konkurencja | Eliminacje               | Eliminacje           | Eliminacje                | Repasaże                | Finały                | Klas. końcowa |
| Konkurencja | Przeciwnik I             | Przeciwnik II        | Przeciwnik III            | Przeciwnik I            | o 3 miejsce           | Miejsce       |
| ----------- | ------------------------ | -------------------- | ------------------------- | ----------------------- | --------------------- | ------------- |
| 80 kg       | Viðar Guðjohnsen (ISL) Z | Walter Huber (VEN) Z | Walerij Dwojnikow (URS) P | Süheyl Yeşilnur (TUR) Z | Slavko Obadov (YUG) P | 5.            |